# Musikåret 2012

## Händelser
- 7 januari – Katy Perrys singel "The One That Got Away" toppar Hot Dance Club Songs-listan, vilket gör att hennes album Teenage Dream blir det första någonsin att ha minst sju låtar från samma album som etta på Billboard Hot Dance Club Songs-listan. Det är också tredje album att ha minst sex singlar från samma album bland de fem främsta på Billboard Hot 100.[1]
- 11 januari – Kandidaterna till irländska Choice Music Prize presenteras.[2]
- 14 januari – Wahlströms gör sin allra sista spelning i Brunnsparken i Örebro.[3]

- 10 februari – 14 år efter 1998 års största amerikanska hitlåt "The Boy Is Mine",[4] släpper R&B-sångerskorna Brandy och Monica en ny duett vid namn "It All Belongs to Me".[5]
- 13 februari – Canadian Broadcasting Corporation lanserar CBC Music, en digital musikservice som erbjuder streaming audio från 40 olika genreinriktade kanaler.[6]
- 29 februari – Branson i Missouri, USA, en stad känd för sina countrymusikorienterade turistattraktioner, skadas svårt av den så kallade Skottdagstornadon.[7]

- 2 mars – Avicii uppträder i Globen, Stockholm. 26 personer skadas, varav en 17-årig flicka allvarligt.[8]
- 10 mars – Låten "Euphoria" framförd av Loreen vinner Melodifestivalen 2012.[9]

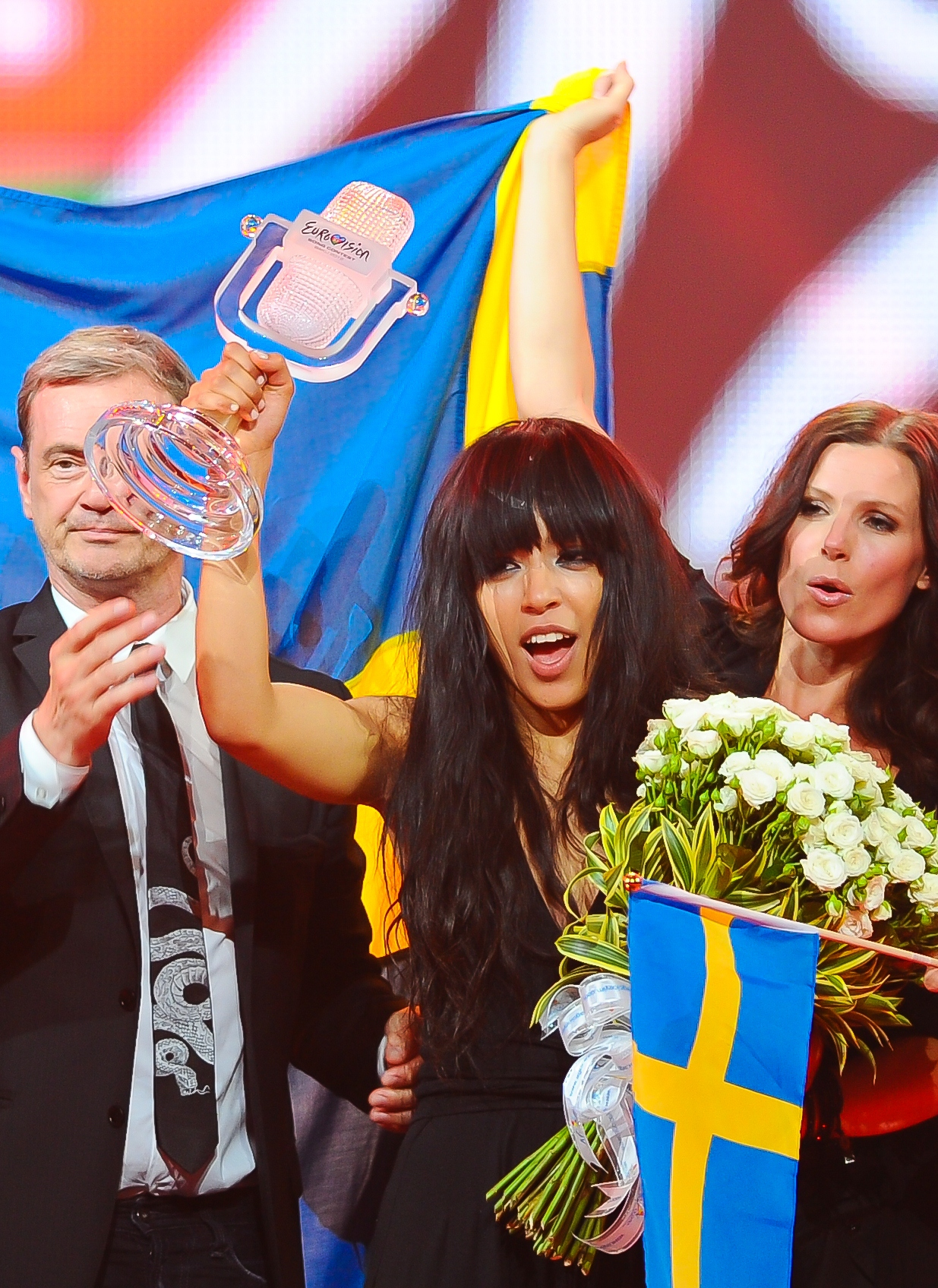
Loreen vinner Eurovision Song Contest.

- 26 maj – Låten "Euphoria" framförd av Loreen vinner Eurovision Song Contest 2012 i Baku, Azerbajdzjan.[10]
- 12 juni - Lenny Kravitz uppträder på Gröna Lund, Stockholm.[11]

- 23 juni – Swedish House Mafia meddelar att gruppen ska splittras.[12]

- 15 juli – Sydkoreanske artisten PSY släpper låten Gangnam Style, som blir ett internationellt fenomen på Youtube, bland annat med en flashmob i Stockholm den 22 september. Fram till oktober hade musikvideon visats 500 miljoner gånger på Youtube.
- 10 augusti - Iggy & The Stooges uppträder på Gröna Lund, Stockholm.[13]

- 22 september – Thorleifs gör sin allra sista spelning i Växjö Folkets park.[14]

- 14 oktober – "Du är min man" med Benny Anderssons orkester & Helen Sjöholm utsågs till tidernas bästa Svensktoppslåt, då programmet firar 50-årsjubileum.[15]

- 23 november – Lasse Stefanz sångare och tidigare trummis Olle Jönsson återvänder till bandet efter ett abrupt och kort avhopp.[16][17]
- 4 december - The Ark krävs på 250 000 kr för utebliven moms på deras senaste skiva In Full Regalia då de lanserat den som en tidning snarare än en skiva och därmed bara redovisat 6% moms istället för 25%.[18]

- 29 december – Shake gör sin allra sista spelning i Timrå.[19]

## Priser och utmärkelser
- 21 januari: P3 Guld[20]
- 23 januari: Guldbaggegalan (Bästa originalmusik) - Ahmir "Questlove" Thompson och Om'Mas Keith[21]
- 2 februari: Ceciliapriset – Peter Nätterlund[22]
- 3 februari: Manifestgalan[23]
- 9 februari: Litteris et Artibus - Martin Fröst, Charlotta Larsson, Anders Paulsson[24]
- 14 februari: Grammisgalan[25]
- 15 februari: Birgit Nilsson-stipendiet – Ivonne Fuchs och Daniel Frank[26]
- 22 februari: Musikexportpriset – Johan ”Shellback” Schuster[27]
- 16 mars: Olle Adolphsons minnespris – Lisa Nilsson[28]
- 29 mars: Lars Gullin-priset – Stefan Forssén[29]
- 24 april: Alice Babs Jazzstipendium – Filip Jers[30]
- 25 april: Svenska Dirigentpriset – Johannes Liedbergius[31]
- 2 maj: Ulla Billquist-stipendiet – Laleh[32]
- 6 maj: Lunds Studentsångförenings solistpris – Martin Fröst
- 22 maj: Ted Gärdestadstipendiet – Filip Åhlman[33]
- 5 juni: Nordiska rådets musikpris – Anna S. Þorvaldsdóttir[34]
- 12 juni: Hjördis Schymberg-stipendiet – Malin Hartelius[35]
- 18 juni: Svenska Dagbladets operapris – Ingela Brimberg[36]
- 2 juli: Carin Malmlöf-Forsslings Pris – Kristina Forsman och Anna Eriksson[37]
- 13 juli: Anita O'Day-priset – Christina Gustafsson[38]
- 14 juli: Fred Åkerström-stipendiet – Stefan Andersson[39]
- 22 juli: Polarpriset – Paul Simon och Yo-Yo Ma[40]
- 5 augusti: Cornelis Vreeswijk-stipendiet – Tommy Körberg[41]
- 4 september: Jussi Björlingstipendiet – Michael Weinius[42]
- 11 oktober: Kungliga Musikaliska Akademiens Jazzpris – Sten Sandell
- 14 september: Monica Zetterlund-stipendiet – Gösta Ekman och Bröderna Agnas[43]
- 16 september: Jan Johansson-stipendiet – Merit Hemmingson[44]
- 26 september: Platinagitarren – Johan ”Shellback” Schuster[45]
- 2 oktober: Årets barn- och ungdomskörledare – Anne Aaltonen Samuelson
- 8 oktober: Årets körledare – Stig Sandlund
- 14 oktober: Jenny Lind-stipendiet – Josefine Andersson[46]
- 7 november: Kungliga Musikaliska Akademiens Interpretpris – Gunnar Idenstam[47]
- 13 november: Jazzkatten[48]
- 19 november: Stora Christ Johnson-priset – Benjamin Staern[49]
- 23 november: Tidskriften Operas Operapris – Fredrik Zetterström[50]
- 26 november: Mindre Christ Johnson-priset – Britta Byström
- 27 november: Medaljen för tonkonstens främjande – Gunnar Eriksson, Hans Pålsson, Karin Rehnqvist, Ann-Sofi Söderqvist, Roland Wiklund och Gunnar Petri
- 30 november: Göran Lagervalls Musikstipendium – Irene Perdahl
- 11 december: Guldnålen – Cennet Jönsson
- 16 december: Spelmannen – Charlotte Engelkes[51]
- 18 december: Rosenbergpriset – Klas Torstensson[52]

## Årets album
Soloartister är sorterade på efternamn, om de inte använder artistnamn utan efternamn. Musikgrupper är sorterade på första bokstaven (utan engelskans artiklarna "The" och "A"). 

### A–G
- Agnes - Veritas[53]
- Alice B – Alice B[54]
- Emilia Amper – Trollfågeln[55]
- Tomas Andersson Wij – Romantiken[56]
- Love Antell – Gatorna tillhör oss[57]
- Kristian Anttila - Djur & Människor[58]
- Babian - Heja dom som vinner![59]
- The Beach Boys – That's Why God Made the Radio[60]
- Beach House - Bloom[61]
- Ben Folds Five – The Sound of the Life of the Mind
- Justin Bieber - Believe[62]
- Blue For Two - Tune the Piano and hand me a Razor[63]
- Bob hund – Låter som miljarder[64]
- Bo Kaspers orkester – Du borde tycka om mig[65]
- Brandy – Two Eleven[66]
- The Brian Jonestown Massacre - Aufheben[67]
- Leonard Cohen – Old Ideas[68]
- Crash Nomada – Atlas Pogo[69]
- The Cranberries – Roses[70]
- Lana Del Rey – Born to Die[71]
- Lars Demian – Svenne tills du dör[72]
- Alina Devecerski – Maraton[73]

- Die Antwoord - Tension[74]

- Dragonforce – The Power Within
- Bob Dylan – Tempest[75]
- Per Egland – Allt för din skuld
- El Perro Del Mar - Pale Fire[76]
- Beatrice Eli - It's Over[77]
- Lotta Engberg & Christer Sjögren – Lotta & Christer
- Enter Shikari – A Flash Flood of Colour
- Europe – Bag of Bones[78]
- First Aid Kit – The Lion's Roar[79]
- Thorsten Flinck – En dans på knivens egg[80]
- Glenn Frey – After Hours
- Aurela Gaçe – Paraprakisht
- Melody Gardot – The Absence[81]
- Goat - World Music[82]

### H–R
- Hagaliden – Dansa blodet
- H.E.A.T – Address The Nation[83]
- The Hives – Lex Hives[84]
- Toni Holgersson - Sentimentalsjukhuset[85]
- Frida Hyvönen – To the Soul[86]
- Icona Pop – Icona Pop[87]
- Andreas Johnson – Village Idiot[88]
- Norah Jones – Little Broken Hearts[89]
- Kebnekajse – Aventure[90]
- Kent – Jag är inte rädd för mörkret[91]
- Kiss – Monster[92]
- Diana Krall – Glad Rag Doll
- Markus Krunegård – Mänsklig värme[93]
- Laleh - Sjung[94]
- Kendrick Lamar - Good Kid, M.A.A.D City[95]
- David Lindgren – Get Started[96]
- Linkin Park – Living Things
- Lorentz & Sakarias - Himlen är som mörkast när stjärnorna lyser starkast[97]
- Ulf Lundell – Rent förbannat[98]
- Jonas Lundqvist - Så é de me de[99]
- Madonna – MDNA[100]
- Marilyn Manson – Born Villain[101]
- Mando Diao - Infruset[102]
- Katie Melua – Secret Symphony[103]
- Meshuggah – Koloss[104]
- Miike Snow - Happy To You[105]
- Sanna Nielsen – Vinternatten[106]
- Frank Ocean - Channel Orange[107]
- One Direction - Take Me Home[108]
- Pet Shop Boys - Elysium[109]
- Charlotte Perrelli – The Girl
- Lena Philipsson – Världen snurrar[110]
- Pink - The Truth About Love[111]
- Lee Ranaldo – Between the Times and the Tides[112]
- The Rasmus – The Rasmus
- The Real Group – The World for Christmas
- Riddarna - Bakom molnen[113]
- Rihanna - Unapologetic[114]
- Roxette – Travelling[115]
- Rydell & Quick – R.O.A.D.T.R.I.P.

### S–Ö
- Molly Sandén – Unchained[116]
- Santigold - Master of My Make-Believe[117]
- Sean Banan – Sean den förste Banan
- Slagsmålsklubben – The Garage[118]
- Slangbella - Slangbella Was Here[119]
- Patti Smith – Banga[120]
- Sonata Arctica – Stones Grow Her Name[121]
- Soulfly – Enslaved[122]
- Spiritualized – Sweet Heart Sweet Light[123]
- Bruce Springsteen – Wrecking Ball[124]
- The Soundtrack of Our Lives – Throw it to the Universe[125]
- Taylor Swift - Red
- Taken By Trees - Other Worlds[126]
- Tame Impala - Lonerism[127]
- Tenacious D - Rize of The Fenix
- Thåström – Beväpna dig med vingar[128]
- Timbuktu - Full Ära[129]
- Anna Von Hausswolff - Ceremony[130]
- Jack White - Blunderbuss[131]
- Robbie Williams - Take The Crown[132]
- Neil Young – Psychedelic Pill[133]

## Årets singlar och hitlåtar
Soloartister är sorterade på efternamn, om de inte använder artistnamn utan efternamn. Musikgrupper är sorterade på första bokstaven (utan engelskans artiklarna "The" och "A"). 
- Ivi Adamou – "La La Love"
- Babian - "Ung Man"
- Justin Bieber – "Boyfriend"
- Brandy feat. Chris Brown – "Put It Down"
- Brandy & Monica – "It All Belongs to Me"
- Carly Rae Jepsen – "Call Me Maybe"
- Lana Del Rey – "Ride"
- Alina Devecerski – "Flytta på dej"
- Die Antwoord - "Baby's On Fire"
- Flo Rida – "Whistle"
- Icona Pop  & Charli XCX - "I Love It"
- Kent - "999"
- Markus Krunegård - "Askan är den bästa jorden"
- Laleh - "Some Die Young"
- David Lindgren – "Shout it Out"
- Linkin Park – "Burn It Down"
- Loreen – "Euphoria"
- Madonna – "Give Me All Your Luvin'", "Girl Gone Wild", "Turn Up the Radio"
- Mange Makers – "Drick Den"
- Marina and the Diamonds – "Primadonna"
- Maroon 5 feat. Wiz Khalifa – "Payphone"
- Melody Club – "Paralyzed"
- Nicki Minaj – "Starships"
- Frank Ocean - "Lost"
- The Offspring – "Cruising California (Bumpin' in My Trunk)"
- Panetoz – "Dansa pausa"
- Katy Perry – "Part of Me"
- PSY – "Gangnam Style"
- Rihanna – "Talk That Talk", "Birthday Cake", "Where Have You Been", "Diamonds"
- Molly Sandén – "Why Am I Crying"
- Santigold - "Disparate Youth"
- Danny Saucedo – "Amazing"
- Sean Banan – "Sean den förste Banan"
- Bruce Springsteen – "We Take Care of Our Own"
- Tame Impala - "Feels Like We Only Go Backwards"
- Top Cats – "Baby Doll"
- Train – "Drive By"
- Robbie Williams - "Candy"

## Sverigetopplistan2012
| Datum                   | Låttitel                     | Artist/grupp                          | Bakgrund                          |
| ----------------------- | ---------------------------- | ------------------------------------- | --------------------------------- |
| 3 februari 2012 (3v)    | Äckligt                      | Ansiktet                              | Sverige                           |
| 24 februari 2012 (2v)   | Ai Se Eu Te Pego!            | Michel Teló                           | Brasilien                         |
| 9 mars 2012 (6v)        | Euphoria                     | Loreen                                | Sverige                           |
| 20 april 2012 (3v)      | Somebody That I Used to Know | Gotye feat. Kimbra                    | Belgien ( Australien) Nya Zeeland |
| 11 maj 2012 (3v)        | Dansa Pausa                  | Panetoz                               | Sverige                           |
| 1 juni 2012 (6v)        | Whistle                      | Flo Rida                              | USA                               |
| 13 juli 2012 (2v)       | Flytta på dej                | Alina Devecerski                      | Sverige                           |
| 27 juli 2012 (2v)       | Whistle                      | Flo Rida                              | USA                               |
| 10 augusti 2012 (6v)    | Vart jag än går              | Stiftelsen                            | Sverige                           |
| 21 september 2012 (1v)  | Hungry Hearts                | Nause                                 | Sverige                           |
| 28 september 2012 (13v) | Don't You Worry Child        | Swedish House Mafia feat. John Martin | Sverige                           |
| 28 december 2012 (1v)   | Radioactive                  | Imagine Dragons                       | USA                               |

## Jazz
- Chick Corea & Gary Burton – Hot House
- LaGaylia Frazier & Jan Lundgren Trio – Until It’s Time
- Jose James – No Beginning No End
- Keith Jarrett – Sleeper[134]
- Anders Jormin – Ad Lucem[135]
- Jacob Karlzon – More[136]
- Magnus Lindgren – Fyra[137]
- Isabella Lundgren – It Had to Be You[138]
- Brad Mehldau – Ode[139]
- Brad Mehldau – Where Do You Start
- Pat Metheny – Unity Band
- Esperanza Spalding – Radio Music Society[140]
- Bobo Stenson Trio – Indicum[141]
- Esbjörn Svensson Trio – 301[142]

## Klassisk musik
- Ludovico Einaudi – Divenire
- Jackie Evancho – Songs from the Silver Screen
- Renée Fleming – Poèmes
- Lesley Garrett – A North Country Lass

## Avlidna

### Januari
- 3 januari —  Joey "Fingers" Lombard, 42, amerikansk basist i Incantation.[143]
- 5 januari – Nicole Bogner, 27, österrikisk sångerska i Visions of Atlantis.[144]
- 12 januari - Hannes Råstam, 56, svensk journalist och musiker.[145]
- 14 januari – Robbie France, 53, spansk trumslagare i Diamond Head och UFO.[146]
- 17 januari - Johnny Otis, 90, amerikansk låtskrivare, pianist och skivproducent.[147]
- 20 januari — Larry Butler, amerikansk skivproducent.[148]
- 20 januari - Etta James, 73, amerikansk artist.[149]
- 23 januari - Stig Vig (Per Odeltorp), 63, svensk musiker och kompositör i Dag Vag.[150]
- 25 januari – Mark Reale, 57, amerikansk gitarrist i Riot.[151]
- 25 januari - Paavo Berglund, 82, finländsk dirigent.[152]

### Februari
- 4 februari – Anders Öhrwall, 79, svensk dirigent och körledare.[153]
- 11 februari – Whitney Houston, 48, amerikansk artist.[154]
- 14 februari - Tonmi Lillman, 38, finländsk trumslagare i Lordi.[155]
- 25 februari - Maurice André, 78, fransk trumpetare.[156]
- 29 februari - Davy Jones, 66, brittisk skådespelare och sångare i The Monkees.[157]

### Mars
- 3 mars - Frank Marocco, 81, amerikansk accordionist och kompositör.[158]
- 3 mars - Ronnie Montrose, 64, amerikansk gitarrist.[159]
- 6 mars - Robert B. Sherman, 86, amerikansk låtskrivare och kompositör i Sherman Brothers.[160]
- 28 mars - Earl Scruggs, 88, amerikansk musiker och banjospelare.[161]

### April
- 2 april - Arne Tyrén, 84, svensk operasångare.[162]
- 5 april - Barney McKenna, 72, irländsk banjospelare i The Dubliners.[163]
- 5 april - Jim Marshall, 88, brittisk audioentreprenör, skapare av Marshall-förstärkare.[164]
- 19 april - Greg Ham, 58, australiensk saxofonist och keyboardist i Men At Work.[165]
- 19 april - Levon Helm, 71, amerikansk trumslagare i The Band.[166]
- 29 april - Thomas Mera Gartz, 68, svensk trumslagare i Träd, Gräs och Stenar.[167]

### Maj
- 4 maj - Adam Yauch, 47, amerikansk rappare i Beastie Boys.[168]
- 13 maj - Donald "Duck" Dunn, 70, amerikansk basist i Booker T. and the MG's.[169]
- 17 maj – Donna Summer, 63, amerikansk artist.[170]
- 18 maj - Dietrich Fischer-Dieskau, 86, tysk operasångare.[171]
- 20 maj - Robin Gibb, 62, brittisk musiker och sångare i Bee Gees.[172]

### Juni
- 5 juni - Jan Eyron, 78, svensk pianist.[173]
- 15 juni - Rune Gustafsson, 78, svensk jazzgitarrist och kompositör.[174]
- 18 juni - Brian Hibbard, 65, brittisk skådespelare och sångare i Flying Pickets.[175]

### Juli
- 1 juli – John-Eric Jacobsson, 80, svensk operasångare och skådespelare.[176]
- 16 juli - Jon Lord, 71, brittisk keyboardist i Deep Purple.[177]
- 16 juli - Kitty Wells, 92, amerikansk countrysångerska.[178]
- 27 juli - Tony Martin, 98, amerikansk sångare och skådespelare.[179]
- 31 juli - Tony Sly, 41, amerikansk sångare och gitarrist i No Use for a Name.[180]

### Augusti
- 2 augusti – Mihaela Ursuleasa, 33, rumänsk pianist.[181]
- 5 augusti – Chavela Vargas, 93, costaricansk-mexikansk sångare.[182]
- 6 augusti - Marvin Hamlisch, 68, amerikansk kompositör.[183]
- 13 augusti - Tom Hofwander, 58, svensk arrangör, musiker och ljudtekniker.[184]
- 18 augusti - Scott McKenzie, 73, amerikansk sångare och låtskrivare.[185]

### September
- 1 september - Hal David, 91, amerikansk låtskrivare.[186]
- 5 september - Joe South, 72, amerikansk sångare och låtskrivare.[187]
- 25 september - Andy Williams, 84, amerikansk sångare.[188]

### Oktober
- 8 oktober - John Tchicai, 76, dansk jazzsaxofonist och kompositör.[189]
- 11 oktober - Hasse Tellemar, 88, svensk radioprofil och musiker.[190]
- 27 oktober - Hans Werner Henze, 86, tysk tonsättare och kompositör.[191]

### November
- 1 november – Mitch Lucker, 28, amerikansk sångare i Suicide Silence.[192]
- 3 november - Anne-Lise Berntsen, 69, norsk operasångerska.[193]
- 5 november - Elliot Carter, 103, amerikansk kompositör.[194]
- 10 november - Gabriel "Gubb" Åberg, 41, svensk rappare.[195]

### December
- 5 december – Dave Brubeck, 91, amerikansk jazzpianist och kompositör.[196]
- 9 december - Jenni Rivera, 43, mexikansk-amerikansk sångerska.[197]
- 11 december - Ravi Shankar, 92, indisk sitarspelare, musiker och kompositör.[198]
- 11 december - Galina Visjnevskaja, 86, rysk operasångerska.[199]
- 26 december - Fontella Bass, 72, amerikansk pianist och sångerska.[200]

### Fotnoter
1. ↑  Trust, Gary (26 december 2011). ”Katy Perry Notches Record Seventh No. 'One' From 'Teenage Dream' On Dance/Club Play Songs”. Billboard. Prometheus Global Media. http://www.billboard.com/#/column/chartbeat/katy-perry-notches-record-seventh-no-one-1005734552.story.
2. ↑  ”Shortlist”. Choice Music Prize. http://www.choicemusicprize.com/shortlist.html.
3. ↑  ”Östgöta Correspondenten”. 15 januari 2012. Arkiverad från originalet den 23 september 2015. https://web.archive.org/web/20150923210738/http://www.corren.se/kultur/?articleId=5905415. Läst 30 januari 2012.
4. ↑  ”Brandy och Monica i nytt samarbete”. Dagens Nyheter. 10 januari 2012. http://www.dn.se/kultur-noje/musik/brandy-och-monica-i-nytt-samarbete.
5. ↑  Billy Johnson, Jr. (5 februari 2007). ”Brandy And Monica Release Emasculating Breakup Anthem ‘It All Belongs To Me’”. yahoo.com. http://music.yahoo.com/blogs/hip-hop-media-training/brandy-monica-release-emasculating-breakup-anthem-belongs-213211836.html. Läst 22 april 2008.
6. ↑  "CBC digital music service launched". CBC News, 13 februari 2012.
7. ↑  ”Tornado tears through country music town of Branson, Mo.”. http://travel.usatoday.com/destinations/dispatches/post/2012/02/tornado-roughs-up-country-music-town-of-branson-mo--/637175/1. Läst 29 februari 2012.
8. ↑  ”26 skadade vid läktarkollaps i Globen”. Sveriges Television. 2 mars 2012. Arkiverad från originalet den 20 juli 2012. https://archive.is/20120720170027/http://svt.se/2.22620/1.2730491/26_skadade_vid_laktarkollaps_i_globen. Läst 3 mars 2012.
9. ↑  ”Poplight – Melodifestivalen”. Arkiverad från originalet den 13 mars 2012. https://web.archive.org/web/20120313224925/http://poplight.zitiz.se/melodifestivalen/2012. Läst 12 mars 2012.
10. ↑  ”Eurovision Song Contest 2012”. Poplight. 27 maj 2012. Arkiverad från originalet den 14 maj 2011. https://web.archive.org/web/20110514164556/http://esctoday.com/news/read/17397. Läst 27 maj 2012.
11. ↑  ”Förutsägbar Kravitz gör publiken nöjd”. Svenska Dagbladet. 13 juni 2012. https://www.svd.se/a/3e444b6f-b66b-3268-aaad-9c0f18315544/forutsagbar-kravitz-gor-publiken-nojd. Läst 26 april 2023.
12. ↑  ”Swedish House Mafia Splittras”. Aftonbladet. 23 juni 2012. http://www.aftonbladet.se/nojesbladet/article15022519.ab. Läst 23 juni 2012.
13. ↑  ”Bruten rockhjälte kommer till sin rätt först i lugnet”. Svenska Dagbladet. 11 augusti 2012. https://www.svd.se/a/49cb6eb4-7e00-3f6e-8a40-3b6d7ccd7c5f/bruten-rockhjalte-kommer-till-sin-ratt-forst-i-lugnet. Läst 26 april 2023.
14. ↑  ”Sista dansen med Thorleifs”. Sveriges Television. 24 september 2012. Arkiverad från originalet den 7 oktober 2012. https://web.archive.org/web/20121007014545/http://www.svt.se/nyheter/regionalt/smalandsnytt/sista-dansen-med-thorleifs. Läst 24 september 2012.
15. ↑  ”Lyssnarnas favorit avgjord: "Du är min man" är den bästa Svensktoppslåten någonsin!”. Sveriges Radio. 14 oktober 2012. http://sverigesradio.se/sida/gruppsida.aspx?programid=2023&grupp=13765&artikel=5307950. Läst 15 oktober 2012.
16. ↑  ”Avhopp skakar Lasse Stefanz”. http://www.dn.se/kultur-noje/musik/avhopp-skakar-lasse-stefanz., Dagens Nyheter 12 november 2012, läst 12 november 2012.
17. ↑  Pelle Tagesson (23 november 2012). ”Här återförenas Olle Jönsson med bandet”. Aftonbladet. http://www.aftonbladet.se/nojesbladet/article15827843.ab. Läst 24 november 2012.
18. ↑  ”The Ark åker på skattesmäll”. Aftonbladet. 4 december 2012. https://www.aftonbladet.se/nojesbladet/musik/a/OnWjaE/the-ark-aker-pa-skattesmall. Läst 27 april 2023.
19. ↑  ”Dansbandet Shake gör sin sista spelning”. Sundsvalls Tidning. 29 december 2012. Arkiverad från originalet den 1 januari 2013. https://web.archive.org/web/20130101023548/http://st.nu/noje/lokalt/1.5437293-dansbandet-shake-gor-sin-sista-spelning. Läst 27 maj 2013.
20. ↑  ”Här är alla vinnare”. Sveriges Radio. 21 januari 2012. https://sverigesradio.se/artikel/4922360. Läst 30 april 2023.
21. ↑  ”Här är alla vinnare av guldbaggen 2012”. Aftonbladet. 23 januari 2012. https://www.aftonbladet.se/nojesbladet/film/a/RxO602/har-ar-alla-vinnare-av-guldbaggen-2012. Läst 30 april 2023.
22. ↑  ”Petter Näslund får musikpris av Stockholms Stift”. Kyrkans Tidning. 2 februari 2012. https://www.kyrkanstidning.se/inrikes/petter-natterlund-far-musikpris-av-stockholms-stift. Läst 27 april 2023.
23. ↑  ”Vinnarna på Manifestgalan 2012”. SVT Nyheter. 3 februari 2012. https://www.svt.se/kultur/vinnarna-pa-manifestgalan-2012. Läst 2 maj 2023.
24. ↑  ”Charlotta Larsson får medalj ur kungens hand”. Nerikes Allehanda. 9 februari 2012. https://www.na.se/2012-02-09/charlotta-larsson-far-medalj-ur-kungens-hand. Läst 3 maj 2023.
25. ↑  ”Grammisgala med två drottningar”. Svenska Dagbladet. 14 februari 2012. https://www.svd.se/a/606136c1-15b7-34dd-971a-17102a51fd6d/grammisgala-med-tva-drottningar. Läst 2 maj 2023.
26. ↑  ”Tenor från Uppsala får Birgit Nilsson-stipendium”. Sveriges Radio. 15 februari 2012. https://sverigesradio.se/artikel/4966761. Läst 27 april 2023.
27. ↑  ”Musikexportpriset till Shellback”. Dagens Nyheter. 22 februari 2022. https://www.dn.se/kultur-noje/musik/musikexportpriset-till-shellback/. Läst 30 april 2023.
28. ↑  ”Adolphson-pris Lisa Nilsson”. Göteborgs Posten. 16 mars 2012. https://www.gp.se/kultur/kultur/adolphson-pris-lisa-nilsson-1.704072. Läst 2 maj 2023.
29. ↑  ”Forssén får Lars Gullin-priset”. Göteborgs Posten. 29 mars 2012. https://www.gp.se/kultur/kultur/forssén-får-lars-gullin-priset-1.707686. Läst 30 april 2023.
30. ↑  ”Alice Babs-stipendium till munspelare”. Göteborgs Posten. 24 april 2012. https://www.gp.se/kultur/kultur/alice-babs-stipendium-till-munspelare-1.714325. Läst 27 april 2023.
31. ↑  ”Svenska dirigentpriset utdelat”. Dagens Nyheter. 25 april 2012. https://www.dn.se/kultur-noje/musik/svenska-dirigentpriset-utdelat/. Läst 2 maj 2023.
32. ↑  ”Laleh får Ulla Billquist-stipendium”. Sydsvenskan. 2 maj 2012. https://www.sydsvenskan.se/2012-05-02/laleh-far-ulla-billquist-stipendium. Läst 3 maj 2023.
33. ↑  ”Åhlman får Ted Gärdestad-stipendiet”. Sveriges Radio. 22 maj 2012. https://sverigesradio.se/artikel/5117672. Läst 2 maj 2023.
34. ↑  ”Nordiska rådet prisar isländsk komponist”. SVT Nyheter. 5 juni 2012. https://www.svt.se/kultur/musik/nordiska-radet-prisar-islandsk-komponist. Läst 2 maj 2023.
35. ↑  ”Hartelius får Schymberg-stipendiet”. Svenska Dagbladet. 17 juni 2012. https://www.svd.se/a/7f7d24e4-d976-3858-b886-701d71693027/hartelius-far-schymberg-stipendiet. Läst 29 april 2023.
36. ↑  ”Operapris till Ingela Brimberg”. Sveriges Radio. 18 juni 2012. https://sverigesradio.se/artikel/5157016. Läst 2 maj 2023.
37. ↑  ”Egensinnig ljudskapare prisas”. Svenska Dagbladet. 2 juli 2012. https://www.svd.se/a/665ebbcc-c363-33a4-a1e3-1376054efe71/egensinnig-ljudskapare-prisas. Läst 27 april 2023.
38. ↑  ”Systrarna Gustafsson firade priset”. Vestmanlands Läns Tidning. 13 juli 2012. https://www.vlt.se/2012-07-13/systrarna-gustafsson-firade-priset. Läst 27 april 2023.
39. ↑  ”Stefan Andersson får Åkerströmstipendie”. Sveriges Radio. 14 juli 2012. https://sverigesradio.se/artikel/5192936. Läst 27 april 2023.
40. ↑  ”Polarpriset till Paul Simon och Yo-Yo Ma”. Expressen. 8 maj 2012. https://www.expressen.se/noje/polarpriset-till-paul-simon-och-yo-yo-ma/. Läst 2 maj 2023.
41. ↑  ”Cornelis-stipendiet till Tommy Körberg”. Expressen. 5 augusti 2012. https://www.expressen.se/noje/cornelis-stipendiet-till-tommy-korberg/. Läst 27 april 2023.
42. ↑  ”Björling-stipendium till Michael Weinius”. Svenska Dagbladet. 4 september 2012. https://www.svd.se/a/387845a9-61ca-3d67-a0d3-3a2557d1cac5/bjorling-stipendium-till-michael-weinius. Läst 29 april 2023.
43. ↑  ”Gösta Ekman får Monica Zetterlund-pris”. SVT Nyheter. 14 september 2012. https://www.svt.se/kultur/musik/gosta-ekman-far-monica-zetterlund-pris. Läst 30 april 2023.
44. ↑  ”Hon prisas med årets Jan Johansson-stipendium”. Hela Gotland. 30 augusti 2012. Arkiverad från originalet den 29 april 2023. https://web.archive.org/web/20230429144635/https://helagotland.se/7904278. Läst 29 april 2023.
45. ↑  ”"Shellback" får Stims platinagitarr”. Sveriges Radio. 27 september 2012. https://sverigesradio.se/artikel/5286831. Läst 2 maj 2023.
46. ↑  ”Josefine Andersson får Jenny Lind-stipendium”. SVT Nyheter. 14 oktober 2012. https://www.svt.se/kultur/josefine-andersson-far-jenny-lind-stipendium. Läst 29 april 2023.
47. ↑  ”Tungt musikpris till Gunnar Idenstam”. SVT Nyheter. 7 november 2012. https://www.svt.se/kultur/musik/tungt-pris-till-gunnar-idenstam. Läst 30 april 2023.
48. ↑  ”Nina de Heney årets jazzmusiker”. SVT Nyheter. 14 november 2012. https://www.svt.se/kultur/musik/nina-de-heney-arets-jazzmusiker. Läst 29 april 2023.
49. ↑  ”Stort tonsättarpris till Benjamin Staern”. SVT Nyheter. 19 november 2012. https://www.svt.se/kultur/musik/fint-tonsattarpris-till-benjamin-staern. Läst 27 april 2023.
50. ↑  ”Operapris till Zetterström”. Svenska Dagbladet. 23 november 2012. https://www.svd.se/a/a4c6e397-b0cf-3e1d-9558-0da2f6b7a695/operapris-till-zetterstrom. Läst 3 maj 2023.
51. ↑  ”Musikpris till Charlotte Engelkes”. Göteborgs Posten. 16 december 2012. https://www.gp.se/kultur/kultur/musikpris-till-charlotte-engelkes-1.679070. Läst 2 maj 2023.
52. ↑  ”Rosenbergpris till Torstensson”. Göteborgs Posten. 18 december 2012. https://www.gp.se/kultur/kultur/rosenbergpris-till-torstensson-1.679895. Läst 2 maj 2023.
53. ↑  ”Agnes nya album Veritas - imponerande & modigt”. Aftonbladet. 31 augusti 2012. https://www.aftonbladet.se/nojesbladet/a/l19gEk/agnes-nya-album-veritas-imponerande--modigt. Läst 24 april 2023.
54. ↑  ”Alice B: "Alice B"”. Dagens Nyheter. 14 mars 2012. https://www.dn.se/kultur-noje/skivrecensioner/alice-b-alice-b/. Läst 24 april 2023.
55. ↑  ”Trollfågeln”. Svenska Dagbladet. 27 november 2012. https://www.svd.se/a/f09e0ecf-8a54-37f4-87f7-c79570cfce41/trollfageln. Läst 24 april 2023.
56. ↑  ”Wijs bästa på länge”. Aftonbladet. 19 januari 2012. https://www.aftonbladet.se/nojesbladet/musik/a/yvOgAe/wijs-basta-pa-lange. Läst 24 april 2023.
57. ↑  ”Love Antell - Gatorna Tillhör Oss”. Nöjesguiden. 24 april 2012. https://ng.se/recensioner/musik/love-antell-gatorna-tillhor-oss. Läst 24 april 2023.
58. ↑  ”Kristian Anttila - Djur & Människor”. Nöjesguiden. 7 april 2012. https://ng.se/recensioner/musik/kristian-anttila-djur-manniskor. Läst 24 april 2023.
59. ↑  ”Babian: "Heja dom som vinner!"”. Dagens Nyheter. 5 december 2012. https://www.dn.se/kultur-noje/skivrecensioner/babian-heja-dom-som-vinner/. Läst 24 april 2023.
60. ↑  ”Beach Boys”. Svenska Dagbladet. 4 juni 2012. https://www.svd.se/a/d5c8f97b-f1fb-32ed-88fb-2def5ebe9311/beach-boys. Läst 24 april 2023.
61. ↑  ”Smärtsamt vackert med Beach House”. Expressen. 8 november 2012. https://www.expressen.se/noje/recensioner/musik/smartsamt-vackert-med-beach-house/. Läst 24 april 2023.
62. ↑  ”Justin Bieber - Believe”. Nöjesguiden. 22 juni 2012. https://ng.se/recensioner/musik/justin-bieber-believe. Läst 24 april 2023.
63. ↑  ”Blue For Two: "Tune the piano, hand me a razor"”. Dagens Nyheter. 8 februari 2012. https://www.dn.se/kultur-noje/skivrecensioner/blue-for-two-tune-the-piano-hand-me-a-razor/. Läst 24 april 2023.
64. ↑  ”Självlärda popmusikprofessorer”. Svenska Dagbladet. 14 februari 2012. https://www.svd.se/a/9b8a4f1f-f836-3939-9f91-c5c1b1e01c44/sjalvlarda-popmusikprofessorer. Läst 24 april 2023.
65. ↑  ”En sliten möbel i Sveriges musikrum”. Aftonbladet. 7 januari 2013. https://www.aftonbladet.se/nojesbladet/musik/a/21q5rR/en-sliten-mobel-i-sveriges-musikrum. Läst 24 april 2023.
66. ↑  ”Brandy: "Two Eleven"”. Dagens Nyheter. 7 november 2012. https://www.dn.se/kultur-noje/skivrecensioner/brandy-two-eleven/. Läst 24 april 2023.
67. ↑  ”Massacre håller fast vid idealen”. Aftonbladet. 26 april 2012. https://www.aftonbladet.se/nojesbladet/musik/a/bK769e/brian-jonestown-massacre--aufheben. Läst 24 april 2023.
68. ↑  ”Leonard Cohen: "Old Ideas"”. Dagens Nyheter. 1 februari 2012. https://www.dn.se/kultur-noje/skivrecensioner/leonard-cohen-old-ideas/. Läst 24 april 2023.
69. ↑  ”Crash Nomada”. Joyzine. 31 mars 2012. http://joyzine.se/?p=5499. Läst 24 april 2023.
70. ↑  ”The Cranberries - Roses”. Nöjesguiden. 4 mars 2012. https://ng.se/recensioner/musik/the-cranberries-roses. Läst 24 april 2023.
71. ↑  ”Lana Del Rey - Paradise”. Expressen. 2 november 2012. https://www.expressen.se/noje/recensioner/musik/lana-del-rey-paradise-9/. Läst 24 april 2023.
72. ↑  ”Lars Demian låter platt och desperat”. Aftonbladet. 18 oktober 2012. https://www.aftonbladet.se/nojesbladet/musik/a/l193PA/lars-demian-later-platt-och-desperat. Läst 24 april 2023.
73. ↑  ”Alina Devercerski - "Maraton"”. Expressen. 16 november 2012. https://www.expressen.se/noje/recensioner/musik/alina-devercerski-maraton-9/. Läst 24 april 2023.
74. ↑  ”Die Antwoord - Tension”. Nöjesguiden. 10 februari 2012. https://ng.se/recensioner/musik/die-antwoord-tenion. Läst 24 april 2023.
75. ↑  ”Bob Dylan: "Tempest"”. Dagens Nyheter. 12 september 2012. https://www.dn.se/kultur-noje/skivrecensioner/bob-dylan-tempest/. Läst 24 april 2023.
76. ↑  ”El Perro Del Mar”. Svenska Dagbladet. 13 november 2012. https://www.svd.se/a/7dbcedae-9095-3d61-8823-585b7c0322e4/el-perro-del-mar. Läst 24 april 2023.
77. ↑  ”Beatrice Eli - It's Over”. Nöjesguiden. 7 november 2012. https://ng.se/recensioner/musik/beatrice-eli-its-over-ep. Läst 24 april 2023.
78. ↑  ”Europe: "Bag of Bones"”. Dagens Nyheter. 25 april 2012. https://www.dn.se/kultur-noje/skivrecensioner/europe-bag-of-bones/. Läst 24 april 2023.
79. ↑  ”Paradiset måste låta så här”. Svenska Dagbladet. 17 januari 2012. https://www.svd.se/a/2f9fc4b4-cad5-39d8-8a8c-fe734863cbb6/paradiset-maste-lata-sa-har. Läst 24 april 2023.
80. ↑  ”Thorsten Flinck och Revolutionsorkestern - "En dans på knivens egg"”. Expressen. 9 mars 2012. https://www.expressen.se/noje/recensioner/musik/thorsten-flinck-och-revolutionsorkestern-en-dans-pa-knivens-egg-9/. Läst 24 april 2023.
81. ↑  ”Melody Gardot”. Svenska Dagbladet. 29 maj 2012. https://www.svd.se/a/8d6b3293-6ac1-32d0-99f8-4379934a46af/melody-gardot. Läst 24 april 2023.
82. ↑  ”Goat: "World Music"”. Dagens Nyheter. 10 oktober 2012. https://www.dn.se/kultur-noje/skivrecensioner/goat-world-music/. Läst 24 april 2023.
83. ↑  ”"Idol"-vinnaren är klippt och skuren för jobbet”. Aftonbladet. 23 mars 2012. https://www.aftonbladet.se/nojesbladet/musik/a/RxOld2/idol-vinnaren-ar-klippt-och-skuren-for-jobbet. Läst 24 april 2023.
84. ↑  ”The Hives”. Svenska Dagbladet. 29 maj 2012. https://www.svd.se/a/d2fcd837-bdb3-311b-bc10-ccd31f40c325/the-hives. Läst 24 april 2023.
85. ↑  ”Toni Holgersson - Sentimentalsjukhuset”. Nöjesguiden. 14 september 2012. https://ng.se/recensioner/musik/toni-holgersson-sentimentalsjukhuset. Läst 24 april 2023.
86. ↑  ”Frida Hyvönen: "To The Soul"”. Dagens Nyheter. 11 april 2012. https://www.dn.se/kultur-noje/skivrecensioner/frida-hyvonen-to-the-soul/. Läst 24 april 2023.
87. ↑  ”Discovänlig debut”. Aftonbladet. 7 januari 2013. https://www.aftonbladet.se/nojesbladet/musik/a/G1wrkJ/discovanlig-debut. Läst 24 april 2023.
88. ↑  ”Andreas Johnson”. Svenska Dagbladet. 6 mars 2012. https://www.svd.se/a/7f85f302-6274-3812-8a15-4d9a750c8384/andreas-johnson. Läst 24 april 2023.
89. ↑  ”Norah Jones - Little Broken Hearts”. Nöjesguiden. 1 maj 2012. https://ng.se/recensioner/musik/norah-jones-little-broken-hearts. Läst 25 april 2023.
90. ↑  ”Kebnekajse: "Aventure"”. Dagens Nyheter. 7 november 2012. https://www.dn.se/kultur-noje/skivrecensioner/kebnekajse-aventure/. Läst 25 april 2023.
91. ↑  ”Kent - "Jag är inte rädd för mörkret"”. Expressen. 25 april 2012. https://www.expressen.se/noje/recensioner/musik/kent-jag-ar-inte-radd-for-morkret-9/. Läst 25 april 2023.
92. ↑  ”Klassiks Shock'n'roll för 2010-talet”. Aftonbladet. 5 oktober 2012. https://www.aftonbladet.se/nojesbladet/musik/a/8wRQl2/klassisk-shock-n-roll-for-2010-talet. Läst 25 april 2023.
93. ↑  ”Markus Krunegård: "Mänsklig värme"”. Dagens Nyheter. 28 mars 2012. https://www.dn.se/kultur-noje/skivrecensioner/markus-krunegard-mansklig-varme/. Läst 25 april 2023.
94. ↑  ”Laleh - Sjung”. Expressen. 20 januari 2012. https://www.expressen.se/noje/recensioner/musik/laleh-sjung-9/. Läst 25 april 2023.
95. ↑  ”Kommer snart rankas bredvid förebilderna”. Aftonbladet. 7 januari 2013. https://www.aftonbladet.se/nojesbladet/musik/a/6nl3mz/kommer-snart-rankas-bredvid-forebilderna. Läst 25 april 2023.
96. ↑  ”Skivrecensioner, DI Weekend”. Jan Gradvall. 11 maj 2012. http://gradvall.se/artiklar.asp?entry_id=881. Läst 25 april 2023.
97. ↑  ”Lorentz & Sakarias glödande nya skiva”. Expressen. 12 november 2012. https://www.expressen.se/noje/recensioner/lorentz--sakarias-glodande-nya-skiva/. Läst 25 april 2023.
98. ↑  ”Ulf Lundell: "Rent förbannat"”. Dagens Nyheter. 3 oktober 2012. https://www.dn.se/kultur-noje/skivrecensioner/ulf-lundell-rent-forbannat/. Läst 25 april 2023.
99. ↑  ”Jonas Lundqvist gör skimrande pop”. Aftonbladet. 15 mars 2012. https://www.aftonbladet.se/nojesbladet/musik/a/gPzRx1/bade-vacker-och-personlig. Läst 25 april 2023.
100. ↑  ”Madonna låter yngre än nånsin”. Expressen. 20 mars 2012. https://www.expressen.se/noje/musik/madonna-later-yngre-an-nansin/. Läst 25 april 2023.
101. ↑  ”Marilyn Manson: "Born Villain"”. Dagens Nyheter. 2 maj 2012. https://www.dn.se/kultur-noje/skivrecensioner/marilyn-manson-born-villain/. Läst 25 april 2023.
102. ↑  ”Mando Diao - Infruset”. Nöjesguiden. 31 oktober 2012. https://ng.se/recensioner/musik/mando-diao-infruset. Läst 25 april 2023.
103. ↑  ”Katie Melua”. Svenska Dagbladet. 6 mars 2012. https://www.svd.se/a/39dd53ce-454b-365b-b29c-de56bea82d60/katie-melua. Läst 25 april 2023.
104. ↑  ”Meshuggah: "Koloss"”. Dagens Nyheter. 28 mars 2012. https://www.dn.se/kultur-noje/skivrecensioner/meshuggah-koloss/. Läst 25 april 2023.
105. ↑  ”En ren glädjechock”. Aftonbladet. 15 mars 2012. https://www.aftonbladet.se/nojesbladet/musik/a/a24yKO/en-ren-gladjechock. Läst 25 april 2023.
106. ↑  ”Sanna Nielsen: "Vinternatten"”. Dagens Nyheter. 19 december 2012. https://www.dn.se/kultur-noje/skivrecensioner/sanna-nielsen-vinternatten/. Läst 25 april 2023.
107. ↑  ”Frank Ocean - Channel Orange”. Nöjesguiden. 14 juli 2012. https://ng.se/recensioner/musik/frank-ocean-channel-orange. Läst 25 april 2023.
108. ↑  ”Poänglös skiva”. Aftonbladet. 8 november 2012. https://www.aftonbladet.se/nojesbladet/musik/a/e1qGb4/helt-poanglos-skiva. Läst 25 april 2023.
109. ↑  ”Pet Shop Boys: "Elysium"”. Dagens Nyheter. 12 september 2012. https://www.dn.se/kultur-noje/skivrecensioner/pet-shop-boys-elysium/. Läst 25 april 2023.
110. ↑  ”Pusselbitarna faller på plats”. Aftonbladet. 9 februari 2012. https://www.aftonbladet.se/nojesbladet/musik/a/ddkq7w/pusselbitarna-faller-pa-plats. Läst 25 april 2023.
111. ↑  ”Pinks nya hotar att dominera topplistorna”. Expressen. 14 september 2012. https://www.expressen.se/noje/recensioner/musik/pinks-nya-hotar-att-dominera-topplistorna/. Läst 25 april 2023.
112. ↑  ”Lee Ranaldo: "Between the times and the tides"”. Dagens Nyheter. 21 mars 2012. https://www.dn.se/kultur-noje/skivrecensioner/lee-ranaldo-between-the-times-and-the-tides/. Läst 25 april 2023.
113. ↑  ”Riddarna: "Bakom molnen"”. Dagens Nyheter. 14 mars 2012. https://www.dn.se/kultur-noje/skivrecensioner/riddarna-bakom-molnen/. Läst 25 april 2023.
114. ↑  ”Rihana - Unapologetic”. Nöjesguiden. 24 november 2012. https://ng.se/recensioner/musik/rihanna-unapologetic. Läst 25 april 2023.
115. ↑  ”Hoppas Roxette blir bättre på nästa "riktiga" platta”. Aftonbladet. 22 mars 2012. https://www.aftonbladet.se/nojesbladet/musik/a/WLk372/hoppas-pa-nasta-riktiga-platta. Läst 25 april 2023.
116. ↑  ”Reklampop som låter precis som alla andra”. Aftonbladet. 18 maj 2012. https://www.aftonbladet.se/nojesbladet/musik/a/XwdBQm/reklampop-som-later-precis-som-alla-andra. Läst 25 april 2023.
117. ↑  ”Santigold”. Svenska Dagbladet. 8 maj 2012. https://www.svd.se/a/70591f6c-69bb-3c15-9f77-c687ab41a9c8/santigold. Läst 25 april 2023.
118. ↑  ”Slagsmålsklubben: "The Garage"”. Dagens Nyheter. 4 april 2012. https://www.dn.se/kultur-noje/skivrecensioner/slagsmalsklubben-the-garage/. Läst 25 april 2023.
119. ↑  ”Slangbella - Was Here”. Nöjesguiden. 13 oktober 2012. https://ng.se/recensioner/musik/slangbella-was-here. Läst 25 april 2023.
120. ↑  ”Patti Smith”. Svenska Dagbladet. 4 juni 2012. https://www.svd.se/a/52cd71e5-3ea5-3478-8299-84a271f8002d/patti-smith. Läst 25 april 2023.
121. ↑  ”Skivrecensioner 25 maj”. Västerbottens Folkblad. 4 juni 2012. https://www.folkbladet.nu/2012-06-04/skivrecensioner-25-maj. Läst 25 april 2023.
122. ↑  ”Riffandet går på tomgång”. Aftonbladet. 8 mars 2012. https://www.aftonbladet.se/nojesbladet/musik/a/kaQe6k/riffandet-gar-pa-tomgang. Läst 25 april 2023.
123. ↑  ”Spiritualized - Sweet Heart Sweet Light”. Nöjesguiden. 18 april 2012. https://ng.se/recensioner/musik/spiritualized-sweet-heart-sweet-light. Läst 25 april 2023.
124. ↑  ”Bruce Springsteen - "Wrecking Ball"”. Expressen. 2 mars 2012. https://www.expressen.se/noje/recensioner/musik/bruce-springsteen-wrecking-ball-9/. Läst 25 april 2023.
125. ↑  ”The Soundtrack of Our Lives - "Throw it to the universe"”. Aftonbladet. 12 april 2012. https://www.aftonbladet.se/nojesbladet/musik/a/EojXoa/the-soundtrack-of-our-lives--throw-it-to-the-universe. Läst 25 april 2023.
126. ↑  ”Taken By Trees: "Other Worlds"”. Dagens Nyheter. 3 oktober 2012. https://www.dn.se/kultur-noje/skivrecensioner/taken-by-trees-other-worlds/. Läst 25 april 2023.
127. ↑  ”Tame Impala - Lonerism”. Nöjesguiden. 26 oktober 2012. https://ng.se/recensioner/musik/tame-impala-lonerism. Läst 25 april 2023.
128. ↑  ”Thåström har aldrig varit bättre”. Svenska Dagbladet. 14 februari 2012. https://www.svd.se/a/d1314049-7962-3767-a397-fc58c00ed283/thastrom-har-aldrig-varit-battre. Läst 25 april 2023.
129. ↑  ”Timbuktu & Damn - Full Ära”. Nöjesguiden. 22 november 2012. https://ng.se/recensioner/musik/timbuktu-damn-full-ara. Läst 25 april 2023.
130. ↑  ”Anna von Hausswolff: "Ceremony"”. Dagens Nyheter. 18 juli 2012. https://www.dn.se/kultur-noje/skivrecensioner/anna-von-hausswolff-ceremony/. Läst 25 april 2023.
131. ↑  ”Jack White - "Blunderbuss"”. Expressen. 20 april 2012. https://www.expressen.se/noje/recensioner/musik/jack-white-blunderbuss-9/. Läst 25 april 2023.
132. ↑  ”Take The Crown”. Svenska Dagbladet. 30 oktober 2012. https://www.svd.se/a/40c4b4d4-2f48-396b-b989-e6e83f2137ec/take-the-crown. Läst 25 april 2023.
133. ↑  ”Neil Young with Crazy Horse: "Psychedelic Pill"”. Dagens Nyheter. 31 oktober 2012. https://www.dn.se/kultur-noje/skivrecensioner/neil-young-with-crazy-horse-psychedelic-pill/. Läst 25 april 2023.
134. ↑  ”Jarrett, Garbarek, Danielsson, Christensen”. Svenska Dagbladet. 10 juli 2012. https://www.svd.se/a/6d9167a1-142f-3309-babf-168e0fc67a31/jarrett-garbarek-danielsson-christensen. Läst 24 april 2023.
135. ↑  ”Anders Jormin: "Ad Lucem"”. Dagens Nyheter. 8 februari 2012. https://www.dn.se/kultur-noje/skivrecensioner/anders-jormin-ad-lucem/. Läst 25 april 2023.
136. ↑  ”Frihet i absolut samförstånd”. Svenska Dagbladet. 1 oktober 2012. https://www.svd.se/a/f7537b0a-ecc4-3403-9729-0a8d2e60ade4/frihet-i-absolut-samforstand. Läst 25 april 2023.
137. ↑  ”Magnus Lindgren: "Fyra"”. Dagens Nyheter. 12 september 2012. https://www.dn.se/kultur-noje/skivrecensioner/magnus-lindgren-fyra/. Läst 25 april 2023.
138. ↑  ”Isabella Lundgren: "It Had To Be You"”. Dagens Nyheter. 26 september 2012. https://www.dn.se/kultur-noje/skivrecensioner/isabella-lundgren-it-had-to-be-you/. Läst 25 april 2023.
139. ↑  ”Högt jazztempo med absolut samförstånd”. Svenska Dagbladet. 3 april 2012. https://www.svd.se/a/11142eb9-1372-3bd0-beed-7b1cabab31a7/hogt-jazztempo-med-absolut-samforstand. Läst 25 april 2023.
140. ↑  ”Elegant sensuellt sväng”. Svenska Dagbladet. 27 mars 2012. https://www.svd.se/a/777ebd75-fcfa-3e0f-ab0e-28783fc5783c/elegant-sensuellt-svang. Läst 25 april 2023.
141. ↑  ”Bobo Stenson Trio: "Indicum"”. Dagens Nyheter. 3 oktober 2012. https://www.dn.se/kultur-noje/skivrecensioner/bobo-stenson-trio-indicum/. Läst 25 april 2023.
142. ↑  ”Improvisation i fullt samförstånd”. Svenska Dagbladet. 20 mars 2012. https://www.svd.se/a/fd99f541-435a-3355-8b26-5147913fc525/improvisation-i-fullt-samforstand. Läst 25 april 2023.
143. ↑  Incantation – Former Bassist Dies At Age 42
144. ↑  Former Visions Of Atlantis Singer Nicole Bogner Passes Away
145. ↑  ”Hannes Råstam är död”. SVT Nyheter. 12 januari 2012. https://www.svt.se/nyheter/granskning/ug/20120112114728_hannes_rastam_ar_dod. Läst 23 april 2023.
146. ↑  Former Diamond Head And UFO Drummer Robbie France Passes Away
147. ↑  ”Johnny Otis är död”. Göteborgs Posten. 21 januari 2012. https://www.gp.se/kultur/johnny-otis-är-död-1.689109. Läst 23 april 2023.
148. ↑  ”Larry Butler, Producer for Kenny Rogers, Dies at 69”. The New York Times. 24 januari 2012. https://www.nytimes.com/2012/01/25/arts/music/larry-butler-producer-for-kenny-rogers-dies-at-69.html. Läst 18 juli 2022.
149. ↑  ”Etta James död”. SVT Nyheter. 20 januari 2012. https://www.svt.se/kultur/etta-james-dod. Läst 23 april 2023.
150. ↑  ”Dag Vags frontman Stig Vig är död”. Expressen. 26 januari 2012. https://www.expressen.se/noje/dag-vags-frontman-stig-vig-ar-dod/. Läst 23 april 2023.
151. ↑  Riot Guitarist Mark Reale Passes Away
152. ↑  ”Paavo Berglund död”. Dagens Nyheter. 27 januari 2012. https://www.dn.se/arkiv/kultur/paavo-berglund-dod/. Läst 23 april 2023.
153. ↑  ”Anders Öhrwall död”. SVT Nyheter. 6 februari 2012. https://www.svt.se/kultur/anders-ohrwall-dod. Läst 24 april 2023.
154. ↑  ”Pop queen Whitney Houston dies on eve of Grammys”. msnbc.msn.com. Arkiverad från originalet den 13 februari 2012. https://web.archive.org/web/20120213102755/http://today.msnbc.msn.com/id/46355454#.TzcR5U58Dng. Läst 12 februari 2012.
155. ↑  ”Lordis trummis Tommi Lillman död”. Aftonbladet. 15 februari 2012. https://www.aftonbladet.se/nojesbladet/a/XwdWxr/lordis-trummis-tonmi-lillman-dod. Läst 24 april 2023.
156. ↑  ”Trumpetaren Maurice Andre död”. SVT Nyheter. 27 februari 2012. https://www.svt.se/kultur//trumpetaren-maurice-andre-dod. Läst 24 april 2023.
157. ↑  ”Monkees-stjärna Davy Jones död”. Dagens Nyheter. 2 mars 2012. https://www.dn.se/arkiv/kultur/monkees-stjarna-davy-jones-dod/. Läst 24 april 2023.
158. ↑  ”Spelade dragspel på hundratals soundtrack”. Sydsvenskan. 7 mars 2012. https://www.sydsvenskan.se/2012-03-07/spelade-dragspel-pa-hundratals-soundtrack. Läst 24 april 2023.
159. ↑  ”Gitarrist spelade med Van Morrison”. Sydsvenskan. 6 mars 2012. https://www.sydsvenskan.se/2012-03-06/gitarrist-spelade-med-van-morrison. Läst 24 april 2023.
160. ↑  ”Kompositören Robert B. Sherman död”. Sveriges Radio. 7 mars 2012. https://sverigesradio.se/artikel/5002833. Läst 24 april 2023.
161. ↑  ”Banjospelaren Earl Scruggs död”. Göteborgs Posten. 29 mars 2012. https://www.gp.se/kultur/banjospelaren-earl-scruggs-död-1.707509. Läst 24 april 2023.
162. ↑  ”Hovsångaren Arne Tyrén död”. Dagens Nyheter. 4 april 2012. https://www.dn.se/kultur-noje/musik/hovsangaren-arne-tyren-dod/. Läst 25 april 2023.
163. ↑  ”"Banjo" Barney McKenna är död”. Aftonbladet. 6 april 2012. https://www.aftonbladet.se/nojesbladet/a/J1BMXj/banjo-barney-mckenna-ar-dod. Läst 25 april 2023.
164. ↑  ”Rocksoundets skapare död”. Sveriges Radio. 5 april 2012. https://sverigesradio.se/artikel/5054625. Läst 25 april 2023.
165. ↑  ”Men at work-stjärnan hittad mystisk död”. Aftonbladet. 19 april 2012. https://www.aftonbladet.se/nojesbladet/a/J1BXk8/men-at-work-stjarnan-hittad-mystiskt-dod. Läst 25 april 2023.
166. ↑  ”Levon Helm död”. Sydsvenskan. 20 april 2012. https://www.sydsvenskan.se/2012-04-20/levon-helm-dod. Läst 25 april 2023.
167. ↑  ”Känd proggtrummis död”. SVT Nyheter. 2 maj 2012. https://www.svt.se/kultur/musik/kand-proggtrummis-dod. Läst 25 april 2023.
168. ↑  ”Adam Yauch i Beastie Boys död”. Svenska Dagbladet. 4 maj 2012. https://www.svd.se/a/1563e0c3-11cc-3b0d-b93f-4d3651bb823d/adam-yauch-i-beastie-boys-dod. Läst 25 april 2023.
169. ↑  ”Donald "Duck" Dunn död”. Sydsvenskan. 14 maj 2012. https://www.sydsvenskan.se/2012-05-14/donald-duck-dunn-dod. Läst 25 april 2023.
170. ↑  Donna Summer på Allmusic (engelska)
171. ↑  ”Dietrich Fischer Dieskau är död”. Sveriges Radio. 20 maj 2012. https://sverigesradio.se/artikel/5115132. Läst 25 april 2023.
172. ↑  ”Bee Gees stjärna död”. SVT Nyheter. 22 maj 2012. https://www.svt.se/kultur/musik/bee-gees-stjarna-dod. Läst 25 april 2023.
173. ↑  ”Pianisten Jan Eyron är död”. Svenska Dagbladet. 10 juni 2012. https://www.svd.se/a/b599a257-2ce9-3712-b26d-a6d65dd76939/pianisten-jan-eyron-ar-dod. Läst 26 april 2023.
174. ↑  ”Jazzmusikern Rune Gustafsson död”. Sveriges Radio. 18 juni 2012. https://sverigesradio.se/artikel/5155655. Läst 26 april 2023.
175. ↑  ”Flying Pickets-sångare död”. Dagens Nyheter. 20 juni 2012. https://www.dn.se/arkiv/kultur/flying-pickets-sangare-dod/. Läst 26 april 2023.
176. ↑  ”Operasångaren John-Erik Jacobsson död”. Sveriges Radio. 10 juli 2012. https://sverigesradio.se/artikel/5187147. Läst 27 april 2023.
177. ↑  ”Deep Purple-stjärnan Jon Lord död”. Aftonbladet. 16 juli 2012. https://www.aftonbladet.se/nojesbladet/musik/a/VRGA1d/deep-purple-stjarnan-dod. Läst 27 april 2023.
178. ↑  ”Första countrydrottningen död”. Svenska Dagbladet. 17 juli 2012. https://www.svd.se/a/512fa5b7-927c-337d-8def-c3402b22f998/forsta-countrydrottningen-dod. Läst 27 april 2023.
179. ↑  ”Sångaren Tony Martin är död”. Sydsvenskan. 31 juli 2012. https://www.sydsvenskan.se/2012-07-31/sangaren-tony-martin-ar-dod. Läst 27 april 2023.
180. ↑  ”Amerikansk punksångare blev 41”. SVT Nyheter. 2 augusti 2012. https://www.svt.se/kultur/musik/amerikansk-punksangare-blev-41. Läst 27 april 2023.
181. ↑  ”Mihaela Ursuleasa har gått bort - hon blev 33”. Expressen. 4 augusti 2012. https://www.expressen.se/noje/mihaela-ursuleasa-har-gatt-bort-hon-blev-33-9/.
182. ↑  ”Muere Chavela Vargas”. Noticieros Televisa. http://noticierostelevisa.esmas.com/nacional/483553/muere-chavela-vargas/. Läst 6 augusti 2012.
183. ↑  ”Kompositören Marvin Hamlisch död”. Dagens Nyheter. 7 augusti 2012. https://www.dn.se/kultur-noje/musik/kompositoren-marvin-hamlisch-dod/. Läst 29 april 2023.
184. ↑  ”Svensk reggaeprofil död i olycka”. SVT Nyheter. 15 augusti 2012. https://www.svt.se/kultur/musik/svensk-reggaeprofil-dod-i-olycka. Läst 29 april 2023.
185. ↑  ”"San Francisco"-sångaren Scott McKenzie död”. Aftonbladet. 20 augusti 202. https://www.aftonbladet.se/nojesbladet/musik/rockbjornen/a/a24X0E/san-francisco-sangaren-scott-mckenzie-dod. Läst 29 april 2023.
186. ↑  ”Låtskrivaren Hal David är död”. SVT Nyheter. 2 september 2012. https://www.svt.se/kultur/musik/latskrivaren-hal-david-dod. Läst 30 april 2023.
187. ↑  ”Games people play-sångaren död”. Svenska Dagbladet. 6 september 2012. https://blog.svd.se/kultur/2012/09/06/games-people-play-sangaren-dod/. Läst 30 april 2023.
188. ↑  ”Andy Williams är död”. Dagens Nyheter. 27 september 2012. https://www.dn.se/arkiv/kultur/andy-williams-ar-dod/. Läst 30 april 2023.
189. ↑  ”John Tchicai död”. Helsingborgs Dagblad. 12 oktober 2012. https://www.hd.se/2012-10-12/john-tchicai-dod. Läst 2 maj 2023.
190. ↑  ”Hasse Tellemar död”. SVT Nyheter. 11 oktober 2012. https://www.svt.se/kultur/musik/hasse-tellemar-dod-1. Läst 2 maj 2023.
191. ↑  ”Tysk kompositör död”. Svenska Dagbladet. 27 oktober 2012. https://www.svd.se/a/217b09d4-f6c3-383d-b0cb-3ad20f229856/tysk-kompositor-dod. Läst 2 maj 2023.
192. ↑  ”Suicide Silence singer Mitch Lucker dies after crash”. BBC. 2 november 2012. https://www.bbc.com/news/newsbeat-20179990. Läst 3 maj 2023.
193. ↑  ”Sopranen Anne-Lise Berntsen död”. Sveriges Radio. 4 november 2012. https://sverigesradio.se/artikel/5334671. Läst 3 maj 2023.
194. ↑  ”Kompositören Elliot Carter död”. Göteborgs Posten. 6 november 2012. https://www.gp.se/kultur/kultur/kompositören-elliott-carter-död-1.664364. Läst 3 maj 2023.
195. ↑  ”Rapparen Gubb är död”. Svenska Dagbladet. 12 november 2012. https://www.svd.se/a/a59bd599-7198-3bbf-9327-1f4e7b8e8d0c/rapparen-gubb-ar-dod. Läst 3 maj 2023.
196. ↑  ”Dave Brubeck är död”. Dagens Nyheter. 7 december 2012. https://www.dn.se/arkiv/kultur/dave-brubeck-ar-dod/. Läst 3 maj 2023.
197. ↑  ”Jenni Rivera död i flygolycka”. SVT Nyheter. 10 december 2012. https://www.svt.se/kultur/jenni-rivera-dod-i-flygolycka. Läst 3 maj 2023.
198. ↑  ”Sitarmästaren Ravi Shankar är död”. Svenska Dagbladet. 12 december 2012. https://www.svd.se/a/5a72ac4f-0ab7-32bb-aced-95c9f3e6bc6d/sitarmastaren-ravi-shankar-ar-dod. Läst 3 maj 2023.
199. ↑  ”Rysk operasångerska död”. Göteborgs Posten. 11 december 2012. https://www.gp.se/kultur/kultur/rysk-operasångerska-död-1.677377. Läst 3 maj 2023.
200. ↑  ”"Rescue me"-sångerska död”. Sveriges Radio. 28 december 2012. https://sverigesradio.se/artikel/5393367. Läst 3 maj 2023.